# 도쿠가와 모치쓰구
도쿠가와 모치츠구(일본어: 徳川 茂承 とくがわ もちつぐ[*])는 막부 말기의 다이묘이다. 키슈번 14대이자 마지막 번주이다. 키슈번 8대 번주 도쿠가와 시게노리의 친동생이자 이요 사이조번 6대 번주가 된 마츠다이라 요리카타의 증손자이다. 개명 전 이름은 마츠다이라 요리히사 (松平 頼久)였다.

## 생애
덴포 15년 (1844년) 1월 13일, 사이조번 9대 번주 마츠다이라 요리사토의 6남 (7남이라는 설도 있음)으로써, 사이조번 에도 카미야시키에서 태어났다. 아명은 타카키치 (孝吉)이다. 고카 3년 (1846년) 6월 24일, 아명을 겐키치 (賢吉)로 고쳤다.
안세이 5년 (1858년), 키슈번 13대 번주 요시토미가 도쿠가와 이에모치로써 14대 쇼군에 취임하자, 막명에 따라, 같은 해 6월 25일, 키슈 도쿠가와가의 가독을 이었다. 이듬해 안세이 6년 (1859년) 10월 13일, 원복, 이에모치의 휘 한글자를 받아 요리히사 (頼久)에서 모치츠구 (茂承)로 고쳤다. 분큐 2년 (1862년)에 상락해, 고메이 천황을 배알하여, 천배를 하사받았다. 이에모치 사후, 모치츠구를 쇼군으로 천거하는 움직임도 있었으나, 고사하고, 도쿠가와 요시노부를 추대하였다.
쵸슈 전쟁에서는 제2차 정장군의 선봉 총독에 임명되어, 츠케가로 안도 나오히로를 선봉 총독의 대리인으로 하고, 내정에서는 고요토리츠기로 등용한 츠다 이즈루에게 번정 개혁을 실시하게 했다. 게이오 4년 (1868년), 보신 전쟁이 발발했을 때, 모치츠구는 병으로 누워있었지만, 고산케 중에 한 집안인데다가, 토바ㆍ후시미 전투에서 패주한 막부 장병 대부분이 번내로 도망왔기 때문에, 신정부군의 토벌을 받았다. 그러나, 모치츠구는 병을 무릅쓰고, 해명하고, 신정부에게 반역할 의사가 없음을 증명하기 위해, 번병 1500명을 신정부군에 제공함과 동시에 군자금 15만 냥을 헌상하고 칙명으로 교토 경비의 한쪽 날개를 담당하였다. 이 때문에, 신정부는 키슈번의 토벌을 취소했다고 한다.
메이지 2년 (1869년)의 판적봉환에 의해 와카야마번 번지사가 되었고, 메이지 4년 (1871년)의 폐번치현으로 도쿄부로 이주했다. 키슈번주로서의 치세는 13년 1개월이며, 그 동안의 에도 참부 1회, 키슈 귀국 2회, 키슈 거주 기간은 4년 10개월이었다. 
메이지 6년 (1873년)에 황궁으로 사용되던 구 에도성 니시노마루고텐이 소실되었을 때에는, 구 키슈번 나카야시키 (현재의 아카사카 어용지)를 황실에 헌납함으로써 금 2만엔을 상사받았다.
메이지 정부가 내놓은 징병령이나, 질록 처분 등 새 정책으로 궁핍해져가는 사족을 보고 "무사라는 사람은, 정부의 원조 따위를 믿어서는 안된다. 스스로의 힘으로 자립하는 것이다" 라고, 메이지 11년 (1878년) 3월에, 스스로 10만엔을 출자해, 구 키슈번 사족의 공유 자본으로써 토쿠요시샤를 설립했다. 인수한 논밭으로부터의 수입을 이용하여, 도쿠요시 중학교를 개설하여 궁핍한 사족의 원조 육성에 힘썼다.
메이지 17년 (1884년) 7월 7일, 화족령에 의해 후작의 작위를 받고, 메이지 23년 (1890년) 2월부터 귀족원 후작 의원을 맡았다. 청일전쟁 후, 훈4등 욱일소수장을 받았다. 메이지 39년 (1906년) 8월, 홍역ㆍ폐렴에 걸려 요양하고 있었지만, 요독증이 발병해, 같은 해 8월 20일 오후 3시 50분에 심장마비로 도쿄시 아자부구 이이쿠라마치 6초메 14번지 (현재의 도쿄도 미나토구 아자부다이 1초메)의 본저에서 63세 (만 62세)의 나이로 사망했다. 묘소는 이케가미혼몬지이다. 보리사 쵸호지에는 고인의 머리카락이 매장되었다. 가독은 데릴사위인 요리미치 (타야스 요시요리의 6남)이 이었다,

## 일화
- 2살 아래인 이에모치와는 마음이 잘 맞았는지, 이에모치가 가장 친하게 교분을 맺았던 모치츠구인 동시에, 모치츠구도 이에모치를 사모했다고 한다. 모치츠구가 제2차 쵸슈정벌의 선발 총독으로 게이슈구치에 출진할 때에, 오사카성의 고자노마에 불려와, 이에모치로부터 직접 지휘와 진바오리를 받은 후, 사람들을 모두 내보낸 후에, 둘만 내면하였다. 이것이 이에모치와의 이번 생에서의 영원한 이별이 되었다.

## 연보
| 연호   | 년   | 서력   | 날짜 (음력) | 내용 |
| ------ | ---- | ------ | ----------- | --- |
| 덴포   | 15   | 1844년 | 1월 13일    | 출생. 아명 타카요시 (이요 사이조번 번주 마츠다이라 요리사토의 6남)                                                          |
| 고카   | 3    | 1846년 | 6월 24일    | 아명을 켄키치(賢吉)로 바꿈                                                                                                  |
| 안세이 | 5    | 1858년 | 6월 25일    | 키이국 키슈 도쿠가와가의 가독을 상속하며, 키슈번 번주가 됨                                                                  |
| 안세이 | 6    | 1859년 | 10월 13일   | 원복, 14대 쇼군 도쿠가와 이에모치의 휘의 한글자를 받아, 모치츠구로 개명. 종3위에 오르고, 참의 겸 좌근위권중장의 직을 맡는다 |
| 안세이 | 6    | 1859년 | 12월 1일    | 곤츄나곤으로 이동 |
| 안세이 | 6    | 1859년 | 12월 6일    | 후시미노미야 쿠니이에 친왕의 딸 미치노미야 노리코 여왕과 납채.                                                              |
| 안세이 | 6    | 1859년 | 12월 21일   | 노리코 여왕과 결혼 |
| 겐지   | 원년 | 1864년 |             | 정3위로 승진. 곤츄나곤여원                                                                                                  |
| 겐지   | 원년 | 1864년 | 8월 6일     | 막부 제1차 쵸슈정벌군의 총독을 맡음                                                                                         |
| 겐지   | 원년 | 1864년 | 8월 8일     | 오와리번주 도쿠가와 요시카츠와 총독 교대                                                                                    |
| 게이오 | 원년 | 1865년 | 5월         | 제2차 쵸슈정벌군의 선봉 총독을 맡음                                                                                         |
| 메이지 | 2    | 1869년 | 6월 17일    | 와카야마번 지번사가 됨 |
| 메이지 | 4    | 1871년 | 7월 14일    | 지번사 사퇴 |
| 메이지 | 10   | 1877년 |             | 종2위로 승진 |
| 메이지 | 17   | 1884년 | 7월 7일     | 후작의 작위를 받음 |
| 메이지 | 39   | 1906년 | 8월 20일    | 63세의 나이로 사망. 특지로 종1위 훈3등에 추봉되었다. 법명 : 자승원전강건일순대거사 (慈承院殿剛健日純大居士)                 |

## 서훈
- 1884년 (메이지 17년) 7월 7일 - 후작
- 1887년 (메이지 20년) 12월 27일 - 금제황수포장
- 1889년 (메이지 22년) 11월 29일 - 대일본제국 헌법 발포 기념장
- 1897년 (메이지 30년) 6월 30일 - 훈4등 욱일소수장
- 1906년 (메이지 39년) 4월 1일 - 훈3등 서보장
- 1906년 (메이지 39년) 8월 20일 - 종1위

## 계보
- 아버지 : 마츠다이라 요리사토 (이요 사이조번 9대 번주)
- 어머니 : 호렌인 (玉蓮院, 콘도씨)
- 정실 : 도쿠가와 노리코 - 후시미노미야 쿠니이에 친왕의 8녀
  - 장남 : 쵸후쿠마루 (長福丸, 메이지 2년 11월 20일 (1869년 12월 22일) - 메이지 3년 6월 20일 (1870년 7월 18일))
  - 장녀 : 히사코 (久子) - 도쿠가와 요리미치와 결혼
  - 차녀 : 타카코 (孝子) - 다테 무네노부와 결혼
- 계실 : 도쿠가와 히로코 - 미조구치 나오히로의 양녀, 혼다 타다히코의 3녀
- 측첩 : 츠츠이씨
  - 차남 : 겐마루 (健丸, 1872년 4월 13일 - 1876년 3월 2일)
  - 4남 : 마사오 (正雄, 1874년 11월 10일 - 1875년 9월 16일)
- 측첩 : 미즈노씨
  - 3남 : 겐키치 (1874년 5월 20일 - 1875년 3월 14일)
  - 3녀 : 야스코 (保子, 1875년 10월 6일 - 1950년 6월 12일) - 사이조 마츠다이라가 자작 마츠다이라 요리카즈와 결혼
- 양자 : 도쿠가와 요리미치 - 도쿠가와 요시요리의 6남

## 같이 보기
- 츠다 이즈루

| 전임 도쿠가와 요시토미 | 제14대 키슈번 당주 1858년 - 1869년 | 후임 폐번치현 |

| 전임 도쿠가와 요시토미 | 제14대 키슈 도쿠가와가 당주 1858년 - 1906년 | 후임 도쿠가와 요리미치 |

|  | 제1대 키슈 도쿠가와가 후작 1884년 - 1906년 | 후임 도쿠가와 요리미치 |